# Encyclia albopurpurea
Encyclia albopurpurea là một loài thực vật có hoa trong họ Lan. Loài này được (Barb.Rodr.) Porto & Brade mô tả khoa học đầu tiên năm 1935.